# Clematis reticulata
Clematis reticulata é uma planta com flor. Faz parte do género Clematis e da família Ranunculaceae. Ela cresce no sudeste dos Estados Unidos, incluindo partes da Flórida e do Alabama. É uma dicotiledônea com folhas alternadas.